# Erik Bohny
Erik Bohny (* 21. November 1891 in Basel; † 22. Oktober 1959 in Chêne-Bougeries) war ein Schweizer Maler, Zeichner, Illustrator, Gemälderestaurator und Kunstschriftsteller.

## Werk
Bohny schuf nebst Bildern auch Plakate sowie Illustrationen für den Verlag Schweizer Spiegel und den Nebelspalter. Als Mitglied der Sektion Basel der GSMBA nahm er regelmässig an Gruppenausstellungen teil.
Der Kunstkredit Basel-Stadt erwarb Werke von Bohny, der  u. a. mit  Walter Eglin befreundet war.